# Lorenz Schröter

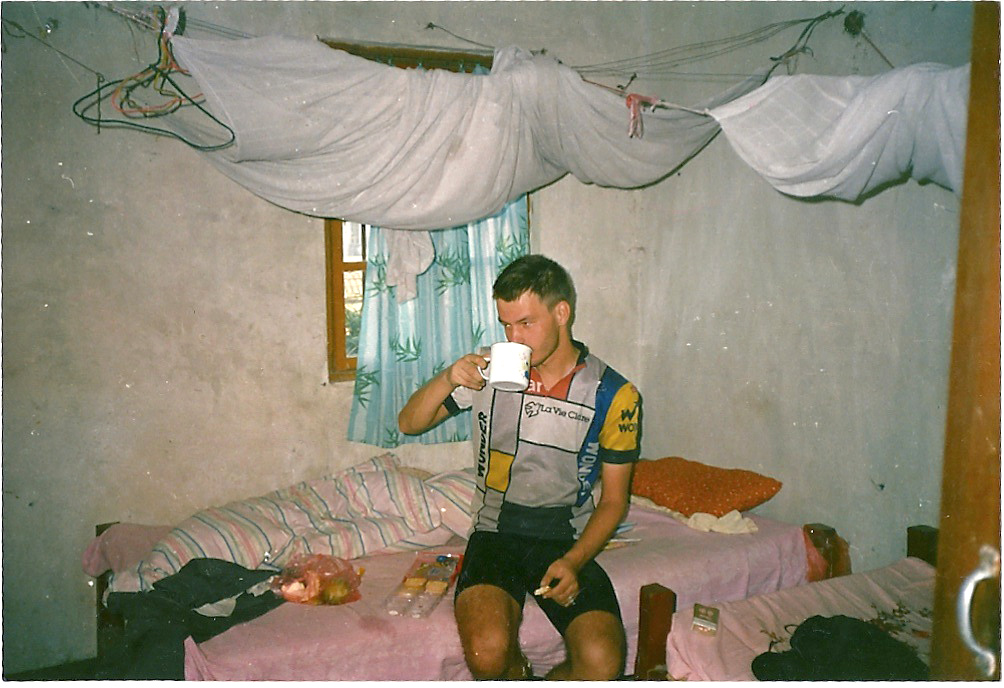
Lorenz Schröter bei seiner Weltumradelung in einer Unterkunft in Fujian, China (1989)

Lorenz Schröter (* 11. Mai 1960 in München) ist ein deutscher Schriftsteller und Journalist.

## Leben
Nach dem Besuch der Waldorfschule in München wurde Lorenz Schröter Anfang der 1980er-Jahre als Punk-Musiker bekannt. Zusammen mit Florian Süssmayr (Klavier) und Ian Moorse trat er unter dem Namen Lorenz Lorenz auf. Er studierte Kommunikationswissenschaft an der Ludwig-Maximilians-Universität München und schloss 1986 mit dem Magister ab. Im Anschluss startete er eine Journalistenlaufbahn. Er schrieb unter anderem für die Magazine Elaste und Tempo. Seine ersten Hörfunkerfahrungen machte er im Zündfunk auf Bayern 2. Er verfasste zwei popliterarische Erzählbände und zwei Opern.
1987 fuhr Schröter auf dem Fahrrad um die Welt. Die Reise dauerte zwei Jahre. Er verschliss dabei fünf Räder. Sein Weg begann und endete in München und führte ihn durch Nordafrika, Asien und über Mittelamerika auf dem Schiffweg zurück nach Europa. Während dieser Zeit schickte er immer wieder Reiseberichte, die er auf Musikkassette aufgesprochen hatte, an die Redaktion des Zündfunks, die von dem Regisseur Nikolai von Koslowski in der Reihe „Blitzventil“ aufbereitet und  gesendet wurden. Von 1993 bis 1996 lebte er auf der chinesischen Insel Cheung Chau.
Für die Zeitschrift Tempo reiste Lorenz Schröter 1991 nach Los Angeles, um den Schauspieler Klaus Kinski zu interviewen. Weil sich Kinski nach einem Erstkontakt auf einem Parkplatz dem fest vereinbarten Treffen verweigerte und nur noch mit dem Autor telefonierte, schnitt Schröter die in LA geführten Telefonate auf Tonband mit. Sie erschienen 2006 als Originalton-Hörspiel unter dem Titel „Die Kinski-Bänder“ im WDR.
Im Jahr 1998 zog er mit dem Poitou-Esel Bella vom Hunsrück aus nach Magdeburg. Darüber schrieb er seinen ersten Roman und ein Hörfunk-Feature. 1999 war er kurze Zeit Redakteur beim Zeitmagazin. Seine Hommage an das Meer „Das kleine Kielschwein“ wurde in vier Sprachen übersetzt. In dieser Zeit, um 2006, arbeitete er auch für die Zeitschrift Mare.
Lorenz Schröter ist verheiratet, lebt in Bonn und hat eine Tochter.

## Schriften (Auswahl)
- Lorenz Lorenz: Die Einsamkeit des Amokläufers. Triviale Kurzgeschichten. Du Bist So Gut zu Mir, Cassetten- u. Zeit-Vertrieb Menz (Selbstdruck), München 1982.
- Lorenz Lorenz: Die Nacht des Fehlers. 4 kurze und 2 lange Erzählungen. Trikont Verlag, Duisburg 1986, ISBN 3-88974-153-3.
- Mein Esel Bella oder Wie ich durch Deutschland zog. Rotbuch Verlag, Hamburg 2000, ISBN 978-3-434-54507-1.
- Venuspassage. Rotbuch Verlag, Hamburg 2001, ISBN 3-434-53077-0.
- Lucy. Rotbuch Verlag, Hamburg 2002, ISBN 3-434-53110-6.
- Die Geschichte der Tour der France. Hörbuch. Hoffmann und Campe/NDR Audio, Hamburg 2003, ISBN 3-455-32016-3.
- Das kleine Kielschwein. Ein Handbuch allererster Kajüte. Marebuchverlag, Hamburg 2006, ISBN 978-3-86648-051-3.
- Das Buch der Liebe. Antje Kunstmann Verlag, München 2007, ISBN 978-3-88897-484-7.

## Hörspiele und Radio-Features (Auswahl)
- 2006: Die Kinski-Bänder – Gottes letztes Interview, Regie: Thomas Wolfertz (WDR)
- 2006: Schachmatt. Die dritte Partie des Bobby Fischer, Regie: Nikolai von Koslowski (WDR)
- 2007: Besser als Sex. Die Besteigung des Kilimanjaro (SWR)
- 2008: Ich schreibe bald - du wirst staunen, Regie: Detlef W. Meissner (WDR)
- 2009: Die Würde des Menschen (NDR)
- 2009: Armut ist Diebstahl, Regie: Nikolai von Koslowski (WDR)
- 2010: Kreuz und queer. Das kurze und abenteuerliche Leben der Prophetin und lesbischen Soldatin Anastasius Lagrantinus Rosenstengel, Regie: Nikolai von Koslowski (WDR)
- 2010: Hemingways Insel (SWR)
- 2010: Die Asse (NDR)
- 2012: Zum toten Juden, Regie: Thomas Wolfertz (WDR)
- 2012: Sexy sells, (NDR)
- 2013: Ein Fest gegen die BRD – Münchener Jugendrevolte "Freizeit 81" und ihre Folgen. (BR)
- 2013: Das Herz ist ein Vollidiot, Regie: Thomas Wolfertz (WDR)
- 2014: Mördergrube, Regie: Thomas Wolfertz (WDR)
- 2014: This is not a love song (Die Geschichte von Nora Forster und Ari Up) – auch Regie (Feature – BR)
- 2015 Können Vasen sprechen? - Eine Archäologie der Geräusche (DLF)
- 2018: Die Kongo-Prinzessin, Radiodokumentation über Odette Maniema Krempin, Regie: Nikolai von Koslowski (WDR)
- 2020 Die Lobby - Im Vorraum der Macht (DLF)
- 2023 Forensic Architecture - Der Staatsgewalt auf der Spur (DLF)
- 2023 Giftige Männer - Eine Reise in die Untiefen des Patriarchats (DLF)